# 普茨布伦
普茨布伦（德語：Putzbrunn，發音：[ˈpʊtsbʁʊn] ⓘ）是德国巴伐利亚州上巴伐利亚行政区慕尼黑县的市镇，面积11.17平方千米，2023年12月31日人口为6,896人。